# Father, Dear Father
Dit overzicht is mogelijk incompleet; u kunt helpen door het uit te breiden.
Father, Dear Father, in het Nederlands bekend als O, mijn papa, is een Britse sitcom geproduceerd door Thames Television tussen 1968 en 1973. In Nederland werd de serie in 1971, 1972 en 1973 op zondagavond uitgezonden door de NOS.

## Verhaal
De serie gaat het over de gescheiden romanschrijver Patrick Glover (gespeeld door Patrick Cargill) en zijn dochters Karen (Ann Holloway) en Anna (Natasha Pyne). Belangrijke rollen waren ook weggelegd voor de huishoudster Nanny (Noël Dyson) en de hond H.G. Wells (een sint-bernard).